# Aethecerus ranini
Aethecerus ranini är en stekelart som beskrevs av Gokhman 1991. Aethecerus ranini ingår i släktet Aethecerus och familjen brokparasitsteklar. Inga underarter finns listade i Catalogue of Life.